# پتیاره (ترانه مریدیت بروکس)
«پَتیاره» (به انگلیسی: Bitch) ترانه‌ای از مریدیت بروکس خوانندهٔ اهل آمریکا است که آن را با همکاری شلی پیکن نوشته‌است. «پتیاره» که تک‌آهنگ اصلی آلبوم محوشدن مرزها بود به‌اندازه‌ای با استقبال مواجه شد که باعث موفقیت آن آلبوم هم شد.
«پتیاره» در زمان انتشارش در ایالات متحده به‌مدت ۱۷ هفته در جدول ۴۰ ترانهٔ برتر جریان اصلی حضور داشت و ۵ هفتهٔ متوالی شمارهٔ ۱ آن جدول بود. این ترانه در بریتانیا هم برای ۱۰ هفته جزو پرفروش‌ترین‌ها بود و تا ردهٔ ششم جدول تک‌آهنگ‌های بریتانیا صعود کرد.
در زمان انتشار ترانه به برخی دی‌جی‌های ایستگاه‌های رادیویی گفته شده بود که پیش از پخش ترانه، نام آن را به‌زبان نیاورند. نیوزویک از این ترانه با عنوان «بزم پُست‌فمینیستی تُرشرویانه» یاد کرده‌است.

## محتوا
شعر «پتیاره» در مورد برچسب‌هایی است که معمولاً به خانم‌ها زده می‌شوند و سعی می‌کند با قرار دادن عنوان‌های متضاد در کنار هم به شنونده یادآوری کند که ماهیت چندوجهی زنانه را بپذیرد. بروکس با تشریح این مفهوم که یک زن در هر ثانیه می‌تواند چیزهای مختلفی باشد به نمایندگی یک جنسیت صحبت می‌کند و می‌گوید: «من پتیاره‌ام / من عاشقم / من کودکم/ من مادرم / من گناه‌کارم / من قدیسه‌ام» و در انتها تأکید می‌کند که بابت این‌ها احساس شرم نمی‌کند. او در مصاحبه‌ای با نیوزویک گفته که با استفاده از کلمه‌ای مثل «پتیاره» قصد داشته آن را به‌نوعی مال خود کند و بار منفی‌اش را از بین ببرد.
در سال ۲۰۲۰ پیکن در مصاحبه‌ای گفت با وجود گذشت بیش از ۲۰ سال از انتشار اثر، هنوز زن‌هایی از سنین مختلف نزدیک او می‌شوند و می‌گویند این ترانه، سرود آن‌هاست.